# Trólebus de Ribeirão Preto
O Trólebus de Ribeirão Preto foi um meio de transporte existente na cidade homônima entre 1982 e 1999. Com uma frota composta por 22 veículos e 53,4 km de extensão, transportou mais de 65 milhões de passageiros até ser desativado pela prefeitura de Ribeirão Preto.

## História
Após a tentativa malsucedida da empresa "The Electric Tramways of Ribeirão Preto Brazil Limited" de implantar bondes elétricos em Ribeirão Preto em 1914, a cidade só retomou o projeto de transportes elétricos na década de 1970. Com o apoio da Empresa Brasileira de Transportes Urbanos (EBTU), a prefeitura de Ribeirão Preto criou em 1978 a Empresa de Trânsito e Transporte Urbano (Transerp) com o intuito de implantar uma rede de trólebus na cidade. Através de convênio assinado com a EBTU em agosto de 1979, foi aprovado um projeto de 373 milhões de cruzeiros para a implantação de uma rede de 33 quilômetros de extensão com duas linhas (Centro-Ipiranga e Campos Elísios), 33 trólebus e previsão de transporte diário inicial de 24 mil passageiros.
O projeto acabou estourando o orçamento inicial e alcançou 650 milhões, apenas para a primeira linha. O trólebus teve seu primeiro trecho inaugurado pela prefeitura de Ribeirão Preto e pelo ministro dos Transportes Cloraldino Soares Severo em 30 de abril de 1982. Até 1989, novos trechos foram acrescentados à rede, alcançando a extensão máxima de 53,4 quilômetros.
Após dezessete anos de operação, o sistema de trólebus foi desativado em 3 julho de 1999 pela gestão de Luiz Roberto Jábali. A justificativa de Jábali era que o sistema encontrava-se obsoleto e sua desativação iria contribuir para a fluidez do trânsito. Os terminais do sistema Antonio Achê e Carlos Gomes foram demolidos e os 22 veículos foram leiloados. No entanto, o trânsito de Ribeirão Preto sofreu uma piora, enquanto que o transporte público sofreu uma redução no número de passageiros transportados. Em 1995 foram transportados 65 milhões de passageiros e em 2019 53 milhões. Ao mesmo tempo a frota de veículos particulares cresceu e Ribeirão Preto passou a ter a 19ª maior frota do país.

## Características do Sistema

### Linhas
| Linha                         | Extensão (km) | Pontos de embarque/ desembarque | Inauguração            | Desativação         |
| ----------------------------- | ------------- | ------------------------------- | ---------------------- | ------------------- |
| Dutra                         | 15,15         | 49                              | 24 de julho de 1982    | julho de 1999       |
| Campos Elísios                | 6,5           | 17                              | 1 de novembro de 1982  | 6 de agosto de 1983 |
| Sumarezinho - Campos Elísios  | 13,15         | 40                              | 20 de novembro de 1982 | 26 de abril de 1984 |
| Independência                 | 12            | 35                              | 7 de agosto de 1983    | 14 de abril de 1984 |
| Vila Virgínia - Independência | 22,1          | 65                              | 15 de abril de 1984    | julho de 1999       |
| Sumarezinho - Independência   | 17,80         | 58                              | 27 de abril de 1984    | julho de 1999       |

### Frota
| Nº     | Origem | Ano       | Fabricante                                                          | Desativação |
| ------ | ------ | --------- | ------------------------------------------------------------------- | ----------- |
| 1 a 22 | Brasil | 1981/1982 | Villares (equipamentos elétricos) Scania (chassi) CAIO (carroceria) | 1999        |

## Passageiros transportados
| Ano  | Passageiros          | Ano   | Passageiros          |
| ---- | -------------------- | ----- | -------------------- |
| 1982 | 1 760 000            | 1994  | 6 900 000 (estimado) |
| 1983 | 6 000 000            | 1996  | 5 810 000            |
| 1984 | 8 379 400            | 1997  | 5 193 000            |
| 1989 | 9 120 000            | 1998  | 4 620 000            |
| 1991 | 9 108 000 (estimado) | 1999  | 2 214 000            |
| 1993 | 6 285 042            | Total | 65 389 442           |